# Sophie Krausz
 (janvier 2020).
 (février 2020).
Il peut être nécessaire de l'améliorer pour respecter le principe de neutralité de point de vue. Veuillez consulter la page de discussion pour plus de détails.

Sophie Krausz (née le 17 novembre 1963 à Saint-Denis dans le département de la Seine) est une archéologue française, spécialiste de Protohistoire européenne. Ses recherches portent sur les systèmes politiques de l'Âge du bronze et de l'Âge du fer, et principalement sur la naissance de l’État. Elle est spécialiste des fouilles d’oppida et de fortifications.
Maître de conférences à l’université Bordeaux-Montaigne, elle est depuis le 1er octobre 2018 la directrice des Éditions Ausonius.

## Biographie

### Formation
Passionnée de langues et civilisations anciennes, Sophie Krausz a commencé à faire des fouilles archéologiques à l’âge de 13 ans en Picardie. Ses premiers chantiers ont été la nécropole médiévale de l’église Saint-Pierre de Senlis (Oise), le site gallo-romain de Champlieu (Oise) et surtout le campement magdalénien de Verberie (Oise) où elle a fouillé pendant plusieurs années (1978-1981). À partir de cette expérience, elle s’intéresse plus particulièrement à la Préhistoire et à la faune. Pour diversifier son expérience de terrain, elle fouille en 1980 et 1981 sur les chantiers urbains de Chartres (Eure-et-Loir), première expérience en région Centre. Elle entre à l’université de Paris 1 en septembre 1981 puis est accueillie en 1982 sur le chantier archéologique de Levroux (Indre), l’un des chantiers-écoles de son université. Elle y rédigera sa maîtrise « Les ossements animaux du Village des Arènes à Levroux (Indre). Le terrain Lacotte. Contribution à l'étude de la faune à La Tène finale » (1985), puis son DEA « Objets en os de l’âge du Fer » (1986), enfin sa thèse d’archéozoologie « Les ossements animaux du Village gaulois des Arènes à Levroux (Indre). Une analyse spatiale." sous la direction d'Olivier Buchsenschutz (23 avril 1992). Le 11 décembre 2014, elle soutient à Paris 1 son Habilitation à Diriger des Recherches (HDR) : « Des communautés paysannes à la naissance de l’État : trois modèles de formation des systèmes politiques du Néolithique à l’âge du Fer dans le centre de la France ».

### Carrière professionnelle et fouilles archéologiques
Après une carrière de 21 ans à l’AFAN et à l’INRAP, Sophie Krausz a été élue en 2004 à l’université Bordeaux Montaigne au Département Histoire, section Histoire romaine. Elle est depuis cette date chercheur du laboratoire UMR5607 Ausonius. Elle a réalisé de nombreuses fouilles en France et à l’étranger sur des sites de l’âge du Fer, principalement sur des habitats et des fortifications.

#### Archéologie préventive
Sophie Krausz commence sa carrière professionnelle en 1984 avec l’Association pour les fouilles archéologiques nationales (AFAN) sur le chantier du Grand Louvre à Paris, Cour Napoléon. À partir de cette date, elle a occupé différents postes d’archéozoologue et de responsable d’opérations à l’AFAN puis à l’INRAP jusqu’en 2005, en particulier à Levroux (Indre), à Châteauroux (Indre) et dans l’ensemble de la région Centre Val de Loire. De 1996 à 2005, elle est coordinatrice des opérations archéologiques sur l’autoroute A85 (Tours-Vierzon) et responsable du diagnostic archéologique sur 100 km, soit 1 000 hectares. Elle est l’auteur de plus de 100 rapports d’opérations préventives, fouilles et diagnostics.

#### Fouille programmée sur le site néolithique de Moulins-sur-Céphons
À la suite de sondages réalisés en 1986 sur le site des Vaux à Moulins-sur-Céphons, Sophie Krausz est responsable de la fouille programmée sur l’habitat monumental du Néolithique final de la civilisation d’Artenac,.

#### L’oppidum celtibère de Valdeherrera (Aragon, Espagne)
L’oppidum de Valdeherrera est situé sur la commune de Calatayud dans la province d’Aragon, à environ 2 km de la sortie sud-ouest de la ville actuelle et à 7,5 km au sud de l’agglomération antique de Bilbilis, lieu de naissance du poète Martial. Cette agglomération fait l’objet d’un programme de fouille depuis plus de trente ans, dirigé par l’équipe du Professeur Manuel Martin-Bueno de l’université de Saragosse. En 2005, à la demande de cette équipe, Sophie Krausz a collaboré à un nouveau programme de recherches sur les phases d’occupation anciennes de ce secteur. Le projet de prospection s’est déroulé de 2005 à 2009, en collaboration avec l’université de Saragosse, le laboratoire Ausonius-université de Bordeaux Montaigne associé à l’université de La Rochelle pour les prospections géophysiques,. Ce programme a permis de réaliser une série de prospections en préalable à la mise en place d’un projet de fouilles archéologiques. L’objectif de ces prospections s’est concentré sur une approche globale et non destructive du site, de manière à établir les grandes orientations de son organisation interne ainsi que des éléments de datation pour son occupation.
À la suite des campagnes de prospections pédestres et géophysiques, le site de hauteur de Valdeherrera est aujourd’hui mieux cerné. La reconnaissance du tracé du rempart permet d’estimer sa surface totale entre 44 et 50 ha, ce qui en fait l’un des plus vastes sites de la région celtibère. Deux portes ont été localisées avec certitude, l’une au sud, l’autre à l’ouest. La prospection géophysique a mis en lumière leur architecture radicalement différente et il est probable que leurs fonctions l’étaient également : la porte sud montre des aménagements résolument défensifs, alors que la porte Est est une entrée monumentale, peut-être l’entrée principale du site, du côté du rio Jiloca. Sa fonction défensive n’est pas assurée étant donné sa largeur de 20 m qui la rapproche des grandes portes des oppida celtiques européens. À l’intérieur du promontoire, les prospections géophysiques ont partout montré la présence de structures archéologiques qui appartiennent à des bâtiments, des voiries ainsi qu’à des structures artisanales ou des foyers domestiques. Une des informations des plus intéressantes est la présence récurrente d’un axe Nord-sud/Est-ouest selon lequel la plupart des constructions sont aménagées. Cet axe suit l’orientation générale du promontoire de Valdeherrera et l’existence d’une voie centrale organisant cette orientation est très probable. En l’absence de fouilles plus développées actuellement, il n’est pas encore possible d’attribuer une datation à la mise en place de cette trame urbaine, mais on peut cependant poser comme hypothèse qu’elle correspond à la phase d’extension principale de l’occupation du site, qui se situe probablement entre les IIe et Ier s. a.C.

#### Programme archéologique sur l’oppidumde Châteaumeillant (Cher)
Sophie Krausz a débuté le programme de fouilles de Châteaumeillant en 2001 et plusieurs programmes triennaux autorisés par l’État se sont succédé sans interruption :
- Le premier programme (2001-2006 : fouille A) s’est concentré sur l’architecture et la chronologie des fortifications celtiques dont la publication monographique est parue en 2007 dans la version électronique de la Revue Archéologique du Centre de la France. Ces fouilles ont permis d’une part de revoir et de réviser partiellement la stratigraphie des remparts et de l’habitat entrevue dans les années 1950, d’autre part de découvrir un énorme fossé situé à l’avant du rempart massif, au sud de l’oppidum.

- Le second programme s’est déroulé entre 2007 et 2009 (fouille B) et il s’est porté dans un autre secteur de Châteaumeillant, là où des fosses remplies d’amphores complètes ont été mises au jour depuis plus d’un siècle. Il a été motivé d’abord par l’évaluation des conditions de conservation de l’habitat celtique situé au nord de la fortification. Ensuite, il a permis de découvrir une occupation de La Tène C et D d’une grande densité, présentant des éléments de paléosols piégés et de très grandes fosses remplies d’un riche mobilier. L’une des principales surprises est l’absence totale de structures bâties postérieures à La Tène. L’oppidum offre dans ce secteur une conservation particulièrement remarquable, rarement rencontrée dans un site de ce type.

- Le troisième programme (2010 à 2012 : fouille C) s’est concentré sur la structuration et la chronologie des habitats laténiens successifs et l’approche de l’organisation spatiale. Au cours des années 2011 et 2012, la fouille sécurisée de deux puits a été réalisée.

- Le quatrième programme (2013-2015, zones D et E) a permis de terminer la fouille des puits et de mieux comprendre l’organisation spatiale de l’habitat qui s’étend des années 180 a.C. au IVe s. p.C.

- le cinquième programme (2016-2018) a été consacré exclusivement à l’exploration des remparts gaulois de Châteaumeillant. Il a permis de mettre en évidence le plus ancien des remparts, le murus gallicus construit vers 100 a.C. Ce rempart à poutrage en bois mesure 6 m de largeur et comprend un parement en pierres soigneusement taillées dans du grès de Châteaumeillant. Au milieu du Ier s a.C., les habitants de Châteaumeillant ont construit une nouvelle fortification, un énorme rempart en terre noyant le murus gallicus. Ce rempart massif est précédé d’un fossé de 45 m de largeur et il constitue la plus grande fortification celtique explorée en Europe aujourd’hui. La fouille réalisée en 2018 a montré que le rempart massif de Châteaumeillant n’était pas un simple talus de terre. Il est au contraire un ouvrage de haute technologie, élaboré par des architectes et ingénieurs gaulois qui connaissaient la mécanique et la résistance des matériaux qu’ils pouvaient prélever sur place pour construire cet ouvrage militaire contre l’armée de Jules César[7],[8],[9],[10].

Au cours des fouilles récentes, Sophie Krausz a réalisé la fouille de plusieurs puits dans l’habitat de Châteaumeillant. C’est ainsi que la fouille sécurisée de 8 puits a été confiée à l’entreprise EVEHA. En 2011, Bruno Zélie a fouillé le puits 209, un puits carré dont le comblement est attribuable à La Tène D1. Puis en 2012, il a procédé de la même manière à la fouille sécurisée du puits 269. Celui-ci a révélé à 12 m de profondeur un dépôt épais d’1 m placé au fond de la structure contenant plusieurs centaines d’objets en bronze, fer, bois, cuir, plomb… certains objets sont de nature exceptionnelle, uniques en Gaule et en Europe : lion en bronze massif aux yeux d’argent, vaisselle en bronze, façade de coffret, cheval bec-verseur…). Cet ensemble, dont l’étude complète n’est pas encore achevée, a été daté du IIIe s. a.C., et la publication des bronzes est parue dans la revue Gallia en 2015.
Les puits de Châteaumeillant correspondent à une problématique spécifique et diachronique. Sur ce site, l’étude des puits s’articule autour de plusieurs thèmes qui concernent à la fois la structure, la conception et les fonctions des puits : l’architecture et la conception technique des puits gaulois et gallo-romains ; la répartition spatiale des puits ; l’alimentation et la gestion de l’eau dans l’habitat ; la nature des comblements selon les périodes ; les dépôts rituels (dépôts de fondation et de condamnation).

#### Les fortifications de l’oppidum de Bibracte
Sophie Krausz a commencé de nouvelles fouilles archéologiques à Bibracte en 2019 dans le secteur des Grandes Portes au sud-ouest de l’oppidum. La campagne exploratoire a permis d’observer pour la première fois à Bibracte l’architecture de la fortification interne, en confirmant que le rempart était bien un murus gallicus. Cette fouille est le fruit d’un partenariat scientifique entre l’université de Bordeaux Montaigne, Bibracte EPCC et l’université Babeș-Bolyai de Cluj-Napoca (Roumanie).

#### La sculpture celtique en pierre
Sophie Krausz a eu l’occasion d’étudier à plusieurs reprises des sculptures en pierre de l’âge du Fer, la première fois en 1986 lors d’une découverte importante en contexte bien daté à Levroux,,,,. Depuis cette date, elle est attentive à ces objets, très rares en Europe. Ils permettent en effet d’aborder des aspects à la fois humains, cultuels et idéologiques, particulièrement mal connus à travers la culture matérielle de l’âge du Fer européen. En 2008, elle a eu la chance de découvrir une main de statue en pierre dans une fosse de Châteaumeillant, découverte qui a relancé son intérêt pour la statuaire en pierre dans le Berry. Elle a alors entrepris de réaliser une synthèse des découvertes à l’occasion du colloque AFEAF de Bourges en 2008 et de l’exposition qu’elle a organisée à Saint-Amand-Montrond,. Puis elle a repris avec Gérard Coulon la série des statues gallo-romaines du Berry présentant des caractéristiques de la statuaire celtique, comme celle de Meillant (Cher) ou l’exceptionnelle série des statues assises en tailleur d’Argentomagus (Indre). En 2016, elle a eu une nouvelle fois la chance de découvrir une statue de pierre gauloise au fond d’un puits de Châteaumeillant. Accompagnée d’un crâne humain (tête coupée), cette statue de la fin de l’âge du Fer est en cours d’étude.

#### Les fortifications de l’Âge du fer et l’ingénierie militaire celtique
Les études sur les fortifications du Berry constituent un point d’ancrage fort de la recherche de Sophie Krausz. Si le premier rempart exploré dans cette région est celui de Châteaumeillant en 1957 par E. Hugoniot et J. Gourvest, c’est Olivier Buchsenschutz qui fut à l’origine d’une série d’inventaires et de fouilles de remparts protohistoriques à partir de 1968. Sophie Krausz a poursuivi ses recherches à Argentomagus en 1996 puis à Châteaumeillant en 2001.
Les fouilles sur les fortifications, souvent difficiles et ingrates, sont pourtant fondamentales pour aborder le statut des habitats de l’Âge du fer, à une période cruciale qui est celle de l’urbanisation en Europe continentale. C’est pourquoi ce thème de recherche a occupé Sophie Krausz pendant plusieurs années, notamment à Châteaumeillant entre 2001 et 2005 puis entre 2016 et 2018. Sur ce site, elle a rouvert d’abord les fouilles anciennes sur le rempart dès 2001 puis fouillé l’énorme fossé situé à l’avant de l’enceinte en 2002. Elle a publié des synthèses sur ces travaux puis développé le rôle militaire de certains remparts gaulois, notamment en les confrontant au texte de César.
Ce sont ses recherches sur les fortifications qui l’ont conduite à reconsidérer à plusieurs reprises le texte de César. Dans le cadre du colloque international de Bourges en 2008, elle a proposé avec Ian Ralston de revoir les conditions du siège d’Avaricum en 52 a.C. et les hypothèses traditionnelles de la localisation de la rampe d’assaut construite par César,. Sophie Krausz et Ian Ralston ont pu confronter les données archéologiques au texte de César et présenté de nouvelles hypothèses. Ce sont les données archéologiques qui permettent de remettre en question la localisation des ouvrages du siège tels que Napoléon III les avaient imaginés.
À la suite de cette recherche sur le siège d’Avaricum, Sophie Krausz a appliqué cette méthode (confrontation du texte et des sources archéologiques) à d’autres sites comme celui de Sancerre. Son point de vue est celui de l’organisation de la défense gauloise face à l’armée romaine, un thème très peu évoqué par César dans la Guerre des Gaules. C’est un thème qui a également été délaissé par les historiens, probablement faute d’éléments significatifs de leur point de vue. Les données archéologiques, notamment celles qui sont issues des fouilles de remparts, permettent aujourd’hui d’aborder précisément cette question et de déterminer un certain nombre d’éléments de connaissance des Gaulois face à la poliorcétique romaine.
L’étude des remparts des Bituriges permet de montrer un aspect de l’ingénierie des concepteurs et stratèges gaulois, capables d’anticiper la violence des sièges. Les recherches de Sophie Krausz sur les fortifications ont montré que les Gaulois avaient des connaissances scientifiques qui pourraient être issues des traités de poliorcétique grecque. Ces connaissances des mathématiques, de la géométrie et de l’hydraulique ont pu être transmises par les druides via les Pythagoriciens et l’École d’Alexandrie.

## Enseignement universitaire
Sophie Krausz a commencé à enseigner dans les années 1990 dans le cadre de la « Maîtrise des sciences et techniques d'archéologie préventive » de l’université François Rabelais de Tours. Elle a ensuite été chargée de cours à plusieurs reprises, dans les universités d’Orléans et de Tours, sollicitée pour des enseignements de Protohistoire. Depuis son recrutement à l’université Bordeaux-Montaigne, elle enseigne dans tous les niveaux du cursus universitaire, du L1 au master 2. Son enseignement concerne l’histoire ancienne grecque et romaine (L1,L2), les techniques d’archéologie de terrain (master professionnel), le paléoenvironnement (L3 Archéologie) et la Protohistoire européenne (séminaires en M1 et M2 sur la ville protohistorique ; la guerre pendant la Protohistoire ; Préhistoire et Protohistoire de la péninsule ibérique ; Celtes d’Espagne ; Territoires et sociétés en Gaule).
À partir de 2007, elle a mis en place avec ses collègues Anne Colin (université Bordeaux Montaigne) et Luc Detrain (INRAP-Grand-Sud-Ouest), un master professionnel pour former des archéologues de terrain. Cette formation a été ouverte en 2010 et elle a en été la responsable de septembre 2014 à septembre 2017.

## Administration et responsabilités collectives
De septembre 2006 à décembre 2010, Sophie Krausz a siégé au titre de l’université à la Commission inter-régionale de la recherche archéologique centre-nord (CIRA) dans laquelle elle a expertisé les dossiers relevant des âges du Bronze et du Fer pour l’archéologie préventive et programmée pour quatre régions administratives (Nord-Pas-de-Calais, Centre, Île-de-France, Picardie). Cette commission l’a élue début 2007 pour la représenter au Conseil national de la recherche archéologique (CNRA) auprès du ministre de la Culture. Elle y a siégé pendant quatre ans, de 2007 à 2010, et a été élue par ce Conseil pour le représenter à la Délégation permanente du CNRA. Au sein du Conseil, elle a lancé en 2009 une réflexion sur les dangers du pillage archéologique en France et animé un groupe de travail au CNRA pendant deux années. Elle a remis en février 2011 son rapport à Frédéric Mitterrand, ministre de la Culture.
De 2012 à 2014, Sophie Krausz a siégé au jury du concours de l’Institut national du patrimoine (INP). Elle a été responsable des sujets de Protohistoire française au cours de ces trois dernières années et a siégé au jury de la deuxième session pour l’archéologie (jury des oraux).
En septembre 2014, elle été appelée par la sous-direction de l’archéologie du ministère de la Culture pour relancer la collection « Documents d'archéologie française » (Daf). Elle exerce la fonction de directrice scientifique de cette collection depuis cette date.
Enfin, depuis octobre 2018, Sophie Krausz est directrice des Éditions Ausonius. Cette responsabilité lui permet d’avoir une vision particulièrement large du paysage éditorial en France et à l’étranger, de développer, de stimuler et de diffuser la connaissance scientifique de très haut niveau sur les plans national et international.

## Décorations
- Chevalière de l'ordre des Arts et des Lettres (2014)
- Chevalière de l'ordre national du Mérite (2017)

## Publications
- Buchsenschutz O., Colin A., Krauz S., Levéry M., Soyer C., Villard A. ; Enault J.-F. (collab.), Wilkosz M. (collab.). 1993 — Le village celtique des Arènes à Levroux : description des structures. Levroux : Association pour la défense et l’étude du canton de Levroux, 1993. 217 p., ill. (Supplément à la Revue archéologique du centre de la France ; 8. Levroux ; 2).
- Buchsenschutz O., Colin A., Krauz S., Levéry M. ,Soyer C., Villard A.,  ; Enault J.-F. (collab.), Lebeurrier D. (collab.). 1994 — Le village celtique des Arènes à Levroux : description du mobilier. Levroux : Association pour la défense et l’étude du canton de Levroux, 1994. 347 p., ill. (Supplément à la Revue archéologique du centre de la France ; 10. Levroux ; 3).
- Krausz S. 1994— Archéologie d’un village gaulois. Levroux : Association pour la défense et l’étude du canton de Levroux, 1994. 32 p., ill.  (ISBN 2-9507320-4-6).
- Bellet M.-E. (éd.), Cribellier C. (éd.), Ferdière A. (éd.), Krausz S. (éd.). 1999— Agglomérations secondaires antiques en Région Centre. Volume 1. Tours : Feracf : Archéa, 1999. 224 p., 59 fig., bibliogr. p. 17-19. (Supplément à la Revue archéologique du centre de la France ; 17).
- Krausz S. (dir.) ; David F. (collab.), Pasquier F. (collab.). 2003 — Découvertes archéologiques en Sologne : les fouilles sur l’autoroute A85 entre Theillay et Saint-Romain-sur-Cher. Romorantin-Lanthenay : Amis du Musée de Sologne, 2003. 80 p., ill.  (ISBN 2-9519102-0-7).
- Bavouzet J.-P., Bongiu A., Buchsenschutz O., Gablin P., Gratier M., Horard-HerbinM.-P., Krausz S., Levéry M., Nivet P., Pécherat R., Querrien A., RalstonI., Saint-Aubin J.-P., Soyer C., Vibier M. 2003 — Histoire et archéologie du pays de Levroux (Indre). Levroux : Association pour la défense et l’étude du canton de Levroux, 2003. 144 p., ill., cartes, plans, bibliogr. p. 133-136.
- Krausz S. (dir.). 2008 — L’âge du Fer dans la boucle de la Loire : catalogue des expositions présentées par les musées de Saint-Amand-Montrond, Bourges et Châteaumeillant (Cher) du 14 avril au 29 septembre 2008. Tours : ARCHEA Éditions, 2008, 116 p.
- Chardenoux M.-B., Krausz S., Buchsenschutz O.., Vaginay M. (dir) 2009 — L’âge du Fer dans la boucle de la Loire, Les Gaulois sont dans la ville, Actes du XXXIIe colloque de l’Association pour l’Étude de l’Âge du Fer (AFEAF), Bourges, 1er au 5 mai 2008, 35e supplément à la Revue Archéologique du Centre de la France : 460 p.
- Krausz S., Colin A., Gruel K., Ralston I., Dechezlepretre T. (dir.) 2013 — L’âge du Fer en Europe, Mélanges offerts à Olivier Buchsenschutz, Mémoires n°32, Ausonius Éditions, 680 pages.
- Krausz S, 2016— Des premières communautés paysannes à la naissance de l’État dans le Centre de la France : 5000-50 a.C., coll.« Scripta antiqua », vol. 86, Bordeaux, 372 p.
- Krausz S., Coulon G. 2016 — Le trésor de Châteaumeillant, ARCHEA éditions, 48 p.

### Articles
- « L’archéologue Sophie Krausz a été honorée », Le Berry républicain,‎ 2 décembre 2014 (lire en ligne, consulté le 8 juin 2020).
- « Archéologie : Sophie Krausz, une passion gauloise », Le Berry républicain,‎ 8 septembre 2014 (lire en ligne, consulté le 8 juin 2020).